# Dioptopsis bionis
Dioptopsis bionis är en tvåvingeart som först beskrevs av Agharkar 1914.  Dioptopsis bionis ingår i släktet Dioptopsis och familjen Blephariceridae. Inga underarter finns listade i Catalogue of Life.